# Quinn Roux
Pas d'image ? Cliquez ici

a Compétitions nationales et continentales officielles uniquement.

b Matchs officiels uniquement.
Dernière mise à jour le 21 janvier 2024.
Quinn Roux, né le 30 octobre 1990 à Pretoria (Afrique du Sud), est un joueur sud-africain et international irlandais de rugby à XV jouant au poste de deuxième ligne à Bath rugby.
Après avoir commencé sa carrière en Afrique du Sud avec le club de la Western Province et avec la franchise de Super Rugby des Stormers, il rejoint l'Irlande et le Leinster en 2012. Il est ensuite prêté pour une saison au Connacht, avant de s'engager définitivement avec la province basée à Galway en 2015. Il remporte en 2016 le Pro12 et il est sélectionné en équipe d'Irlande depuis cette saison. En 2021, il rejoint le Top 14 et le RC Toulon.

## Carrière

### Débuts en Afrique du Sud et dans le Super Rugby
Quinn Roux intègre l'équipe senior de la Western Province en 2011 avec qui il dispute la Vodacom Cup et la Currie Cup. En 2012, il est titularisé pour la finale de la Vodacom Cup à l'issue duquel son équipe remporte pour la première fois de son histoire la compétition,.
Il est alors appelé pour intégré l'équipe de la franchise locale, les Stormers qui disputent le Super Rugby. Il fait ses débuts en Super Rugby le 2 juin 2012 en rentrant à la place de Eben Etzebeth lors d'un match contre les Bulls à l'issue duquel les Stormers s'imposent sur le score de 19 à 14.

### Arrivée en Europe au Leinster
La saison suivante, il s'engage avec l'équipe irlandaise du Leinster pour une durée de une saison,. Il jouera un total de 9 matches de Pro12 dont la finale victorieuse du championnat face à l'Ulster en tant que remplaçant. Il ne dispute pas une seule rencontre de Coupe d'Europe, mais son équipe est reversé en quart de finale de Challenge européen. Il dispute tous les matchs restants, dont la finale, une nouvelle fois victorieuse pour son équipe, face au Stade français.
La saison suivante, il joue 7 matches de Pro12 dont la demi-finale du championnat face à l'Ulster, mais il ne participe pas à la finale remporté par son équipe la semaine suivante face aux Glasgow Warriors. Il fait également ses débuts en coupe d'Europe en figurant 2 fois sur la feuille de match du Leinster.

### Affirmation au Connacht et international irlandais
Il est ensuite prêté par le Leinster au Connacht, initialement jusqu'au 31 décembre 2014, mais son prêt se prolonge jusqu'à la fin de la saison, soit en juin 2015. Alors en fin de contrat au Leinster, il décide de continuer l'aventure à Galway et il s'engage pour une durée de deux saisons supplémentaires. Lors de la saison 2015-2016, il dispute 11 matches, et il est titularisé pour la finale du championnat face à ses anciens coéquipiers du Leinster. Le Connacht remporte le match sur le score de 20 à 10 et remporte ainsi son premier titre dans la compétition.
Arrivée en Irlande en 2012, il est alors sélectionnable avec le XV du Trèfle depuis 2015. Au vu de ses performances avec son club, le sélectionneur national Joe Schmidt l'appelle pour disputer la tournée d'été dans son pays natal, face aux Springboks. Il connait sa première sélection le 18 juin 2016 en étant titularisé au côté de Devin Toner, son ancien coéquipier du Leinster.

## Palmarès
- Western Province
  - Vainqueur de la Currie Cup en 2012.
  - Vainqueur de la Vodacom Cup en 2012.
- Leinster
  - Vainqueur du Challenge européen en 2013.
  - Vainqueur du Pro12 en 2013 et 2014.
- Connacht
  - Vainqueur du Pro12 en 2016
- Bath Rugby
  - Finaliste du Championnat d'Angleterre en 2024.
  - Vainqueur de la Challenge Cup en 2025.
  - Vainqueur du Championnat d'Angleterre en 2025.